# کارلوس بالستا
کارلوس بالستا (انگلیسی: Carlos Ballesta؛ زادهٔ ۱۴ ژانویهٔ ۱۹۵۵) بازیکن فوتبال اهل اسپانیا است.
از باشگاه‌هایی که در آن بازی کرده‌است می‌توان به باشگاه فوتبال دپورتیوو لاکرونیا اشاره کرد.